# Letholycus microphthalmus
Letholycus microphthalmus är en fiskart som först beskrevs av Norman, 1937.  Letholycus microphthalmus ingår i släktet Letholycus och familjen tånglakefiskar. Inga underarter finns listade i Catalogue of Life.